# Éric Fiat
Pour les articles homonymes, voir Fiat.
Éric Fiat, né le 13 novembre 1964 à Château-Thierry, est un philosophe spécialisé en philosophie morale et éthique. Professeur des universités, écrivain et musicien français, il enseigne à l’université Gustave-Eiffel.

## Biographie
Né en 1964, après des études en classes préparatoires aux grandes écoles au lycée Janson de Sailly, Éric Fiat obtient l’agrégation de philosophie en 1991 et enseigne la philosophie en lycée.
Après avoir soutenu en 2002 une thèse de doctorat intitulée L’oubli de la phusis : du recouvrement par la modernité de la conception aristotélicienne de la nature, sous la direction de Dominique Folscheid, il devient maître de conférences à l'université Paris-Est Marne-la-Vallée.
Après une habilitation à diriger des recherches intitulée La philosophie à l’épreuve du handicap : les chemins de la dignité, il est nommé professeur à l'université Paris-Est Marne-la-Vallée,.
Depuis 2011, Éric Fiat est membre du comité de rédaction de la revue en ligne Éthique, la vie en question et de la revue Approches. Il intervient pour des conférences aux Apprentis philosophes,, et depuis 2019, il intervient régulièrement aux Mardis de la Philo.
En 2018, il rencontre un succès public avec son ouvrage Ode à la fatigue aux Éditions de l'Observatoire,, qui est réédité en 2022 aux éditions Alpha.
Spécialiste des questions d'éthique médicale, il propose une balade philosophique sur l'art de vieillir lors du festival Philosophia, à Saint-Émilion en 2023, une thématique sur laquelle il intervient la même année lors des Estivales de la Fondation Partage et Vie.

## Activités

### Artiste
Éric Fiat est violoncelliste solo de l’Ensemble instrumental de Château-Thierry,.

### Domaine administratif
Responsable du Master d’éthique médicale et hospitalière appliquée à l’Université Gustave Eiffel (UGE), il est directeur du laboratoire EEP (Éthique et politique) / Institut Hannah Arendt de 2011 à 2014 puis directeur adjoint du laboratoire labellisé LIPHA (Laboratoire interdisciplinaire d’étude du Politique Hannah Arendt) à partir de 2014.

## Comités de réflexion ou d’éthique
Il est membre de la commission d’éthique de la SFH (société française d’hématologie) et de déontologie de l’INCA (institut national du cancer). Il a été membre de l’Observatoire national de la fin de vie et du Comité d’experts pour la place des personnes âgées dans la ville pour la Ville de Paris.

## Publications

### Ouvrages
- Ode à la fatigue, Éditions de l'Observatoire, 2018  (ISBN 9791032901687)[22] ; Alpha, 2022
- La pudeur à l’épreuve du soin, Monaco, Les rencontres philosophiques de Monaco, 2017
- La pudeur, avec Adèle Van Reeth, Plon, 2016  (ISBN 9782259250986)
- Corps et âme, Ou qu’un peu d’incarnation, ça peut pas faire de mal, Cécile Defaut, 2015 (ISBN 9782350183602)
- La couleur du matin profond, Entretiens avec Pierre Magnard, Les petits platons, 2013 (ISBN 9782361650414)[23]
- Petit traité de dignité, Larousse poche, 2012 (ISBN 9782035876232)
- Grandeurs et misères des hommes, petit traité de dignité, Larousse, 2010 (ISBN 9782035842961)

### Direction d'ouvrages collectifs
- Le devenir de l’intériorité à l’ère des nouvelles technologies, Le bord de l’eau, coll. « Diagnostics », 2018  (ISBN 2356875549)[24]
- Handicap, Handicaps, Parole et silence, Lethielleux, 2013 (ISBN 9782249622649)
- Questions d’amour, De l’amour dans la relation soignante, Parole et silence, Lethielleux, 2008 (ISBN 9782283610541)